# 阿帕米亚
阿帕米亚是古希腊和古罗马城镇，位于奥龙特斯河右岸，今叙利亚哈马省加卜平原。阿帕米亚是塞琉古帝国叙利亚首府。古希腊哲学家波希多尼生于此地。